# Jelena Fatalibekowa
Jelena Abramowna Fatalibekowa, ros. Елена Абрамовна Фаталибекова (ur. 4 października 1947 w Moskwie) – rosyjska szachistka, arcymistrzyni od 1977 roku.

## Kariera szachowa
W szachy nauczyła się grać od swojej matki, mistrzyni świata z lat 1956–1958, Olgi Rubcowej. Pierwsze sukcesy na arenie międzynarodowej zaczęła odnosić w latach siedemdziesiątych. W 1970 zajęła II miejsce w Tbilisi, w 1971 triumfowała w Czelabińsku, a w 1974 zdobyła tytuł mistrzyni Związku Radzieckiego. Wkrótce awansowała do ścisłej światowej czołówki, w roku 1976 zwyciężając w turnieju międzystrefowym w Tbilisi. W I rundzie meczów pretendentek pokonała w roku 1977 w Soczi Walentynę Kozłowską, ale w półfinale rozgrywek uległa w Berlinie Zachodnim Ałłie Kusznir i ostatecznie została sklasyfikowana na IV-V miejscu na świecie. W następnych latach jeszcze dwukrotnie wystąpiła w turniejach międzystrefowych, nie powtarzając sukcesu z roku 1976 (Alicante 1979 - VI m., Bad Kissingen 1982 - VIII m.).
Znaczące rezultaty osiągnęła w kategorii "weteranek" (zawodniczek powyżej 50. roku życia): w latach 2000, 2001 i 2004 trzykrotnie zdobyła tytuły mistrzyni świata w tej kategorii wiekowej (oprócz tego w zdobyła srebrny 2009 oraz trzy brązowe medale 1998, 2002, 2012), jest również dwukrotną (2007, 2008) mistrzynią oraz wicemistrzynią (2010) Europy. Po zmianie kategorii wiekowych, w 2014 r. zdobyła w Katerini tytuł wicemistrzyni świata (wśród zawodniczek powyżej 65 lat).
W latach 1977, 1978 i 1979 trzykrotnie była klasyfikowana w pierwszej dziesiątce na światowych listach rankingowych Międzynarodowej Federacji Szachowej. Najwyższy ranking w karierze osiągnęła 1 lipca 2003 r., z wynikiem 2317 punktów zajmowała wówczas 20. miejsce wśród rosyjskich szachistek.